# Историјска геологија
Историјска геологија је наука која се бави проучавањем процеса, догађаја и свих промена на Земљи и у Земљиној кори у току њеног развоја, који траје око 4,5 милијарди година.
Савременим геолошким проучавањима, утврђени су основни процеси: унутрашњи и спољашњи, као што су магматизам и седиментација, затим разни догађаји у оквиру једног процеса као што су изливања магме, стварање седиментних слојева, раседање и промене тј. резултати процеса и догађаја. На пример, нове наслаге лаве или наслаге седимената, промене рељефа услед набирања и раседања. Сталним проучавањем геолошких односа стенских маса и облик рељефа у савременој Земљиној кори, закључујено је да је сличних процеса, догађања и промена било у прошлости. На пример, оштри гребени Алпских предела указују на релативно младо орогено издизање, које још увек траје. А процеси ерозије нису имали довољно времена да их разоре и заобле.
Старе веначне планине су заобљене и ниже због дуготрајног дејства спољашњих сила, односно физичко и хемијско разарање - ерозија. Идући даље у геолошку прошлост среће се још заобљеније и скоро заравњене планине неких још ранијих орогенеза. Један орогени циклус траје више десетина милиона година. Алпска орогенеза почела је пре око 65 милиона година. Међутим спољашњи изглед рељефа није довољан за утврђивање старости неког дела Земљине коре. Положај слојева седиментних стена такође указује на њихову релативну старост. У једној нормалној седиментној серији, нижи слојеви су раније наталожени, тј. старији су од слојева изнад.
Геолошка дисциплина која се бави проучавањем седимената и њихових слојева у Земљиној кори зове се стратиграфија. Метода одређивања старости седиментних стена на основу положаја (таложења слојева у простору) зове се стратиграфска метода. Постоји и палентолошка метода (пале значи стар), уколико седиментне стене садрже неке биљне или животињске остатке.
Историјска геологија дели се на геохронологија - геолошко време (проучавање како је откривено) и сврставање делова Земљине коре. Приказана је и временском поделом свих 4,5 милијарди година.

## Рекронструкција геолошких појава и промена (процеса)
Проучавањем савремених геолошких појава као што су вулканизам, тектонски потреси (издизања или спуштања морске обале), ерозије и седиментације, могу се у неким деловима Земљине коре препознати сличне појаве и промене које су се догађале у геолошкој прошлости. На пример, трагови морских биљака и животиња у неким сада копненим слојевима указују да су они били у прошлости морско дно. Трагови ерозије у стенама које су касније прекривене седиментним слојевима указују на копнену фазу која је претходила морској фази, из којих су проистекли млађи седименти. Присуство вулканских стена или поствулканских појава (андезити), сумпорни извори, гејзири и др. указују на ранију вулканску активност. Ове појаве указују на орогена кретања.
Свака геолошка промена представља промену услова за стварање нових стена, посебно седиментних, који могу бити копнени или слатководни. За разлику од морских седимената, који садрже трагове морске средине, представља промену услова - развоја биљног и животињског света. Све геолошко-палеонтолошке промене представљају природне временске границе за развијање историјско-геолошких временских периода.

## Одређивање старости стена
Развој геологије као науке омогућава и разноврсне методе утврђивања старости стена. Класичне методе обухватају проучавање положаја, појединих стена у Земљиној кори, њеног литолошког састава, изгледа и садржај или одсуство фосилних остатака. У савременије методе, које се још увек развијају, спадају геофизичке методе као и методе утврђивање сопствене старости стене. Методе релативне старости стена се деле на непалеонтолошке и палеонтолошке. Код непалеонтолошких најзначајнија је стратиграфска метода, затим литолошка и друге. Код палеонтолошких најзначајнија и најкоришћенија је метода карактеристичних фосила.
Свака биолошка врста је имала своје трајање, тј. геолошки период од њене појаве на површини Земље до њеног гашења. Врсте које су се развијале у релативно стабилним општим условима, имале су дуг временски период, поготово ако су имале способност прилагођавања у случају промене животних услова. Фосили таквих врста, налазе се у свим стенама, таложеним у том временском раздобљу. Због тога такви фосили нису погодни за неко ближе утврђивање старости стена у којој се налази.
Неке биљне и животињске врсте биле су осетљиве на промене услова живота, тако да су после кратког трајања изумрле. То значи да њихови остаци (фосили) могу да се нађу само у оним седиментима који су стварани у време трајања њихове врсте. Зато се такви фосили називају карактеристичним. На пример, биљке и животиње које се лако прилагођавају промени дубине мора, биће мање значајни за историјску геологију од свих врста које се не прилагођавају промени дубине и представљају карактеристичан фосил, тј. за временски краћи период.
Заједница стене са њеним литолошким особинама и фосила који садрже представљају геолошку фацију. Свака фација је резултат места стварања стена, услова и времена када је стена настала.